# The Distance
Albums de Bob Seger and the Silver Bullet Band
Nine Tonight
(1981) Like a Rock
(1986)
Singles
1. Shame On the Moon
Sortie : 18 décembre 1982
2. House Behind a House
Sortie : 25 décembre 1982
3. Even Now
Sortie : 15 janvier 1983
4. Roll Me Away
Sortie : 28 mai 1983

The Distance est le 12e album de Bob Seger et le 4e qu'il réalisa avec le Silver Bullet Band. Il est sorti en décembre 1982 sur le label Capitol Records et a été produit par Jimmy Iovine.

## Historique
Cet album fut enregistré pendant l'été et l'automne 1982 à Los Angeles dans les studios 55 et Crystal Sound. La chanson Comin' Home fut enregistrée dans les The Muscle Shoals studios à Sheffield en Alabama.
Atteignant la 5e place au  classement du Billboard 200, fut certifié disque de platine aux États-Unis en 1983. Il se classa à la même place au Canada où il sera certifié double disque de platine.
Il contient un titre, Shame on the Moon, écrit par le musicien de country rock, Rodney Crowell qui sortira en single et atteindra la 2e place du Billboard Hot 100 américain et sera un des plus grands hits de Bob Seger.

## Liste des titres
Toutes les chansons sont écrites et composées par Bob Seger, sauf indication contraire.
| A1. | Even Now                |                | 4:31 |
| A2. | Makin' Thunderbirds     |                | 2:58 |
| A3. | Boomtown Blues          |                | 3:38 |
| A4. | Shame on the Moon       | Rodney Crowell | 4:55 |
| A5. | Love's the Last to Know |                | 4:26 |

| B1. | Roll Me Away           | 4:39 |
| B2. | House Behind the House | 4:00 |
| B3. | Comin' Home            | 6:06 |
| B4. | Little Victories       | 5:52 |

## Musiciens
- Bob Seger : chant, guitare.

### The Silver Bullet Band
- Chris Campbell : basse.
- Graig Frost : claviers.
- Alto Reed : saxophones.

### The Muscle Shoals Rhythm Section
Accompagne Bob Seger sur Comin' home.
- Barry Beckett : piano & orgue.
- Randy McCormack : piano électrique.
- Peter Carr : guitare.
- David Hood : basse.
- Roger Hawkins (en) : batterie, percussions.

### Musiciens additionnels
- Russ Kunkel : batterie, percussions sur tous les titres sauf Comin' Home.
- Waddy Wachtel : guitares sur les titres : 2, 4, 6, 7 & 9.
- Roy Bittan : piano sur Even Now et Rool Me Away.
- Don Felder : guitare sur Even Now et Boomtown Blues.
- Bobbye Hall : percussions sur les titres : 1, 2, 3, 4 & 6.
- Bonnie Raitt : harmonies vocales sur Makin' Thunderbirds.
- Drew Abbott : guitare sur Makin' Thunderbirds & Shame on the Moon.
- Glenn Frey : harmonies vocales sur Shame on the Moon.
- Bill Payne : claviers sur les titres : 4, 5 & 8.
- Davey Johnstone : guitare sur Love's the Last to Know
- Michael Boddicker : synthésizeur sur Roll Me Away.
- Danny Kortchmar : guitare sur House Behind a House.
- Shaun Murphy, Laura Creamer, Joan Sliwin, Ginger Blake & Linda Dillard : chœurs.

## Charts et certifications

### Album
Charts
| Pays             | Durée du classement | Meilleur classement | Date            |
| ---------------- | ------------------- | ------------------- | --------------- |
| Allemagne        | 18 semaines         | 16e                 | 31 janvier 1983 |
| Autriche         | 2 semaines          | 19e                 | 1er mars 1983   |
| Canada           | 20 semaines         | 5e                  | 19 février 1983 |
| États-Unis       | 39 semaines         | 5e                  | 19 février 1983 |
| Norvège          | 12 semaines         | 4e                  | 17 janvier 1983 |
| Nouvelle-Zélande | 10 semaines         | 12e                 | 20 mars 1983    |
| Pays-Bas         | 4 semaines          | 33e                 | 29 janvier 1983 |
| Royaume-Uni      | 10 semaines         | 45e                 | 5 février 1983  |
| Suède            | 4 semaines          | 19e                 | 8 février 1983  |

Certifications
| Pays       | Certification | Ventes      | Date             |
| ---------- | ------------- | ----------- | ---------------- |
| Canada     | 2 × Platine   | 200 000 +   | 1er juillet 1983 |
| États-Unis | Platine       | 1 000 000 + | 11 février 1983  |

### Singles
| Single               | Chart                  | Durée du classement | Position | Date             |
| -------------------- | ---------------------- | ------------------- | -------- | ---------------- |
| House Behind a House | Mainstream Rock Tracks | 3 semaines          | 29e      | 25 décembre 1982 |
| Shame On the Moon    | Hot 100                | 21 semaines         | 2e       | 26 février 1983  |
| Shame On the Moon    | Adult Contemporary     | 20 semaines         | 1er      | 12 février 1983  |
| Shame On the Moon    | Single Top 100         | 6 semaines          | 50e      | 21 mars 1983     |
| Shame On the Moon    | RPM Top Singles        | 11 semaines         | 8e       | 19 février 1983  |
| Shame On the Moon    | RMNZ Singles Top40     | 11 semaines         | 24e      | 6 mars 1983      |
| Even Now             | Hot 100                | 12 semaines         | 12e      | 7 mai 1983       |
| Even Now             | Mainstream Rock Tracks | 19 semaines         | 2e       | 5 février 1983   |
| Even Now             | RPM Top Singles        | 7 semaines          | 35e      | 14 mai 1983      |
| Roll Me Away         | Hot 100                | 10 semaines         | 27e      | 2 juillet 1983   |
| Roll Me Away         | Mainstream Rock Tracks | 13 semaines         | 13e      | 22 janvier 1983  |
| Boomtown Blues       | Mainstream Rock Tracks | 12 semaines         | 11e      | 12 février 1983  |